# Anita Björk

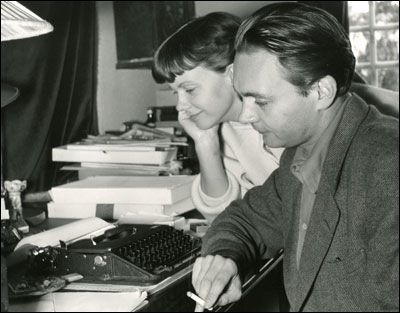
Anita Björk alături de soțul ei Stig Dagerman în anii 1950

Anita Björk, (n. 25 aprilie 1923, Tallberg, Stockholm, d. 24 octombrie 2012) a fost o actriță suedeză de teatru și film. Studiază la școala de artă dramatică și dependentă de "Kungliga Dramatiska Teatern". Joacă pe scena de la "K.D.T.", debutează pe ecran în Drumul cerului. După o serie de angajamente susținute sub direcția lui Gustav Molander și Arne Mattson, actrița se impune cu autoritate în filmul "Domnișoara Julia".
Sobrietatea naturală a recitativului i-a permis interpretei să confere partiturii valoarea unei portretizări singulare: clasică în rigoare, romantică în emoție, profund modernă în viziunea turmentată a desenului psihologic.
Facultatea portretizărilor nuanțate, intensitatea pasional-romantică a gestului dramatic, expresia ambiguă și patetică a chipului îi conferă prestigiul unei interprete de excepțională putere emotivă. Cele mai bune creații: "Femeia care așteaptă", "Oamenii nopții".

## Filmografie
- 1942 - Himlasplelet („Drumul cerului”), regia Alf Sjöberg (cu Irene Lindstrom)
- 1947 - Kvinna utan ansikte („Fata fără chip”), regia Gustav Molander (cu Alf Kjellin)
- 1950 - Kvartetten som sprangdes („Cvartetul”), regia Gustav Molander (cu Edwin Adolphson)
- 1950 - 1951 - Fröken Julie („Domnișoara Julie”), regia Alf Sjöberg (cu Ulf Palme)
- 1952 - Kvinnors Vantan („Femei care așteaptă”), regia Ingmar Bergman (cu Maj-Britt Nilson, Eva Dahlbeck)
- 1954 - Night People („Oamenii nopții”), regia Nunnally Johnson (cu Gregory Peck)
- 1955 - Der Cornet („Trompetul”), regia Walter Reisch (cu Peter van Eyck)
- 1956 - Songen om den eldroda blomman („Cântecul florii roții”), regia Gustav Molander (cu Ulla Jacobsson)
- 1958 - La charette Fantome („Căruța fantomă”), regia Arne Mattson (cu Ulla Jacobsson)
- 1968 - Adalen 31, regia Bo Wilderberg